# Protestas en Brasil de 2021
Las protestas en Brasil de 2021 fueron manifestaciones populares que tuvieron lugar en diferentes estados de Brasil, en el contexto de la pandemia COVID-19. Se produjeron protestas tanto de apoyo como de oposición al gobierno del presidente Jair Bolsonaro. También fue la primera vez que sectores vinculados a los dos bandos antagónicos, como la izquierda y la derecha, comenzaron a protestar contra el gobierno por un objetivo común.

## Contexto
En una reunión con simpatizantes realizada el 5 de enero de 2021, el presidente de la República, Jair Bolsonaro, habría dicho que el país estaba "destrozado" y que "no podía hacer nada", además de volver a realizar ataques contra la prensa. Tras la declaración, hubo varios debates entre economistas sobre la declaración del presidente y al día siguiente, había dicho en tono irónico que el país "es una maravilla". Durante el colapso de la salud en Amazonas, la Fiscalía General de la Nación (AGU) confesó al Tribunal Supremo Federal (STF) que el gobierno federal conocía sobre el agotamiento de oxígeno en el estado y que una de las medidas del gobierno era enviar 120.000 tabletas de hidroxicloroquina al estado, cuya droga no tiene base científica contra COVID-19. Incluso con el inicio de la vacunación contra la COVID-19 el 18 de enero, el presidente insistió nuevamente en el tratamiento temprano. En medio de la crisis política, apareció en Twitter un perfil llamado @sos_impeachment, con el objetivo de llevar un puntaje de votación por posiciones. Hasta el 25 de enero de 2021, hubo 111 votos a favor y 76 en contra del juicio político de Bolsonaro. Aprovechando el compromiso, Movimento Vem pra Rua, Movimento Brasil Livre y el excandidato a la presidencia de la República por el Partido Nuevo, João Amoêdo, lanzaron el 21 de enero una petición de juicio político. Al 25 de enero, ha habido más de 200 mil suscripciones en la plataforma change.org.

## Antigubernamental

### Cacerolazos
El 15 de enero de 2021, se produjo el primer ataque contra el gobierno en las ciudades de São Paulo, Río de Janeiro, Belo Horizonte, Brasilia, Goiânia, Salvador, Florianópolis, São José dos Campos, Belém, Recife y Porto Alegre. Los actos comenzaron a las 8:30 pm luego de ser convocados en redes sociales bajo el lema "Sin oxígeno, sin vacuna, sin gobierno", con el apoyo de algunos sectores de izquierda, derecha y algunos famosos, siendo el presentador Luciano Huck. Varias ciudades brasileñas han registrado caravanas, recorridos en bicicleta y bocinazos contra el gobierno, siendo organizados por sectores de izquierda como la Central Única de Trabajadores (CUT), Central de Trabajadores de Brasil (CTB), Frente Brasil Popular, Povo sem Fear y el Movimiento de Trabajadores Rurales Sin Tierra (MST), además de la presencia de simpatizantes de partidos políticos como el Partido de los Trabajadores (PT), Partido Socialista Unificado de los Trabajadores (PSTU), Partido Laborista Democrático (PDT), Red de Sostenibilidad (REDE), Partido Socialismo y Libertad (PSOL), Partido Comunista de Brasil (PCdoB), Partido Comunista Brasileño (PCB), Partido Verde (PV), Ciudadanía y Unidad Popular (UP). Además de los gritos y carteles escritos "Fora Bolsonaro", también se registró la presencia de banderas brasileñas, movimientos sociales como LGBTQIA+ y pancartas en algunos hogares. En total, 21 capitales brasileñas y el Distrito Federal tuvieron actos contra el gobierno.
Organizados por los grupos de derecha Movimento Brasil Livre y Movimento Vem pra Rua, se registraron actos en algunas ciudades brasileñas contra el gobierno, también a través de caravanas y recorridos en bicicleta. En varios vehículos, tenían carteles pidiendo la salida del presidente y el ministro de salud, además de la frase "La vida brasileña importa" y varias ironías sobre el uso de cloroquina y las frases dichas por Bolsonaro en reuniones y citas, así como de Flávio Bolsonaro, Carlos Bolsonaro y Eduardo Bolsonaro. Frente al Estadio Municipal Paulo Machado de Carvalho, se leía una pancarta verde y amarilla "¡Acusación Já!", La misma que se utilizó en las protestas contra el gobierno de Dilma Rousseff.

### Bloqueo de carreteras
El 31 de enero se registraron nuevos actos en al menos 56 ciudades brasileñas contra el gobierno, organizados por movimientos de izquierda y algunos de derecha. En Brasilia, los participantes usaron bolsas de plástico en sus rostros para mostrar asfixia, en respuesta a la crisis de oxígeno en Amazonas, además de que los participantes consumieran leche condensada, luego de la publicación de una lista de compras del gobierno el día 24. También hubo movilizaciones en el exterior con la etiqueta #StopBolsonaro. En Belém, hubo una caravana en respuesta a los actos a favor del juicio político, con declaraciones de apoyo al gobierno y la elección de Arthur Lira (PP-AL) como presidente de la Cámara de Diputados, pero con una participación menor que los actos en contra del gobierno y favorable al juicio político en la capital de Pará.
En febrero, a pesar del debilitamiento de las solicitudes de juicio político en la Cámara de Diputados, aún existían caravanas en diferentes puntos del país pidiendo la destitución del presidente, además de la reanudación de la vacunación en algunas ciudades y el regreso de las ayudas de emergencia. Las protestas se llevaron a cabo en 65 ciudades.

### Protestas por lograr prioridad para vacunaciones
En abril, las prostitutas de Minas Gerais, organizadas en torno a la asociación Aprosmig, organizaron una huelga con el fin de presionar al Ministerio de la Salud y ser reconocidas como población de riesgo y obtener prioridad a la hora de vacunarse. La protesta no logró su objetivo, y ni el gobierno de Minas Gerais ni el de Bolsonaro  priorizó a las prostitutas.

## Progubernamental
El 5 de marzo, los camioneros bloquearon la carretera del profesor Simão Faiguenboim (conocida como “Marginal Tietê”), protestando contra las medidas restrictivas impuestas por el gobernador del estado de São Paulo, João Doria Jr.
En Salvador, una caravana contra el encierro impuesto por el alcalde Bruno Reis tenía más de 300 autos y atropelló la Avenida Paralela.
Las protestas a nivel nacional en apoyo al gobierno ocurrieron por primera vez el 14 de marzo. Las protestas tuvieron lugar en Sao Paulo, Río de Janeiro, Brasilia, Salvador y otras ciudades (en total, 15 capitales de estado y pueblos del interior). Los manifestantes hablaron contra la Corte Suprema Federal, los encierros y el manejo de la pandemia por parte de gobernadores y alcaldes. En Salvador, la protesta (una caravana) contó con más de 2.000 vehículos y los manifestantes gritaron “el pueblo morirá de hambre” y “no a las nuevas restricciones”. En Fortaleza, la policía militar estatal reprimió a los manifestantes, que gritaron “dictador Camilo” (refiriéndose al gobernador de Ceará, Camilo Santana) e incluyeron al diputado estatal Andre Fernandes, quien está políticamente en contra de Camilo Santana. Los agentes de policía utilizaron gas pimienta y detuvieron a 16 personas. Respondiendo a las detenciones, se produjo otra protesta el 15 de marzo en Fortaleza, donde gritaron “Camilo fuera” y expresaron su descontento con el ministro de la Corte Suprema, Edson Fachin. Diez fueron detenidos.
Una caravana en Belo Horizonte tenía más de 300 autos, protestando contra el bloqueo impuesto por el alcalde Alexandre Kalil. Las protestas contaron con la participación del concejal Nikolas Ferreira. Las protestas comenzaron en la Plaza del Papa, símbolo de las protestas contra Kalil.
El 11 de abril se produjo otra protesta a nivel nacional a favor del gobierno. Bajo el título “Marcha de la familia cristiana por la libertad”, fue, según los organizadores, contra el comunismo, los cierres y una decisión de la Corte Suprema que permitió a los estados cerrar iglesias y templos religiosos. En la mayoría de los lugares, sucedió de manera pacífica, pero en Curitiba (estado de Paraná), una persona de 73 años fue golpeada por una maracuyá congelada arrojada desde el piso 13 de un edificio por un psicólogo de 52 años. El psicólogo fue detenido por intento de homicidio.
En Fortaleza, dos fueron detenidos en una protesta el 19 de abril. La decisión de arresto de la policía militar estatal fue considerada “ilegal”, ya que “no hubo delito”.
Más protestas a nivel nacional ocurrieron el 1 de mayo, en las capitales de los estados y en el interior de las ciudades. Las protestas ocurrieron tanto como caravanas como manifestaciones, y los manifestantes gritaron “autorizo”, haciendo referencia a la afirmación del presidente de que invocará el artículo 142 de la constitución brasileña para restaurar los derechos individuales mencionados en el artículo 5 de la Constitución (uno de los pocos cláusulas irrevocables de la Constitución). En São Paulo, los manifestantes ocuparon la famosa Avenida Paulista. En Río de Janeiro, la avenida Atlântica tuvo prohibido el tráfico debido a las protestas. En el estado de Rio Grande do Norte, las protestas ocurrieron en Natal (la capital del estado), y en Salvador (la capital del estado de Bahía), las protestas ocurrieron en la Avenida Oceânica. En el estado de Rio Grande do Sul, las protestas tuvieron lugar en Porto Alegre (la capital del estado), Santa María, Passo Fundo y Rio Grande, y en Minas Gerais, Belo Horizonte (la capital del estado) y otras cuatro ciudades había protestas. En la capital brasileña, Brasilia, Bolsonaro sobrevoló en helicóptero las protestas. En el estado de Ceará, las protestas ocurrieron en Fortaleza como una caravana en la carretera federal BR-116. También hubo protestas en la ciudad sureña del estado de Juazeiro do Norte. La protesta de Juazeiro se dispersó con el uso de un helicóptero, y en Fortaleza, 17 manifestantes fueron detenidos y trasladados a los Distritos Policial 2º y 30.º. La diputada federal Bia Kicis, en su cuenta de Twitter, condenó las detenciones y el concejal Carmelo Neto brindó apoyo jurídico a los manifestantes detenidos. En Belém, capital del estado de Pará, se realizó una caravana progubernamental alrededor de las 8:30 a. M., mientras que en Altamira, según informes, se prohibió la caravana pro-Bolsonaro. En total, las protestas interrumpieron el tráfico en 11 estados y en el Distrito Federal.

## Petición virtual contra Alexandre de Moraes
El 14 de marzo, el comentarista político de CNN Brasil, Caio Coppola, creó una petición en línea para presionar al Senado para que analizara la acusación del juez de la Corte Suprema Alexandre de Moraes. La petición alcanzó un millón de firmas en 14 horas, 2 millones en 24 horas y 2,5 millones en 48 horas. El 21 de marzo, el senador Jorge Kajuru presentó la petición al Senado.